# Josefin Malmqvist
Amanda Josefin Theresia Malmqvist (Malmö, Escania, 29 de marzo de 1987) es una política sueca, afiliada al Partido Moderado. Fue concejal municipal de Sundbyberg entre 2016 y 2018, y miembro del Riksdag desde 2018.

## Posturas políticas

### Aborto
En marzo de 2021, Malmqvist, al igual que otros miembros del partido, propuso la flexibilización en las prácticas médicas y en la entrega de pastillas abortivas para facilitar la práctica de abortos en casa, sin la necesidad de acudir a hospitales o lugares especializados.

### Cuidado infantil
En octubre de 2021, Malmqvist reclamó que desde el partido se debería trabajar más para garantizar la disponibilidad del cuidado de niños a partir de los ocho meses de edad. Malmqvist sostiene que dicha medida «fortalecería la línea de trabajo y la igualdad económica entre hombres y mujeres».

### Empleo
En DN Debatt, Malmqvist, junto con algunos compañeros del partido, ha propuesto que el Servicio Público de Empleo Sueco se cierre. En cambio, ella y sus colegas creen que la responsabilidad debe transferirse a los municipios. Además, el artículo de debate también propone la introducción de un llamado subsidio de trabajo.

### Formación educativa
En un artículo en Dagens Samhälle, Malmqvist ha enfatizado el papel principal que juegan los actores privados en la educación de adultos. Si se introduce la limitación de beneficios en el sector de la educación, según las propuestas de los socialdemócratas y demás partidos de izquierda, cree que esas alternativas privadas dejarán de existir. Sería a su vez, según Malmqvist, «el golpe de gracia contra la integración de los recién llegados a Suecia».

## Resultados electorales

### Elecciones parlamentarias
| Año  | Circunscripción      | Votos   | Porcentaje      | +/- | Parlamentarios | +/- | Resultado |
| ---- | -------------------- | ------- | --------------- | --- | -------------- | --- | --------- |
| 2018 | Condado de Estocolmo | 201.756 | \| \| 26.0 % \| | 6.6 | 11/43          | 2   | Electa    |
|      | 26.0 %               |         |                 |     |                |     |           |